# Басабуруа
Басабуруа, Басабуруа-Майор (баск. Basaburua (офіційна назва), ісп. Basaburúa Mayor) — муніципалітет в Іспанії, у складі автономної спільноти Наварра. Населення — 851 особа (2009).
Муніципалітет розташований на відстані близько 330 км на північний схід від Мадрида, 25 км на північний захід від Памплони.
На території муніципалітету розташовані такі населені пункти: (дані про населення за 2009 рік)
- Айсароц: 160 осіб
- Аррарац: 50 осіб
- Беруете: 168 осіб
- Гарцарон: 68 осіб
- Іцасо: 61 особа
- Ігоа: 86 осіб
- Хаунцарац: 49 осіб
- Іабен: 43 особи
- Бераменді: 29 осіб
- Удабе: 48 осіб
- Ербіті: 40 осіб
- Ола: 19 осіб
- Орокієта: 30 осіб

## Демографія
Динаміка населення (INE ):

## Галерея зображень

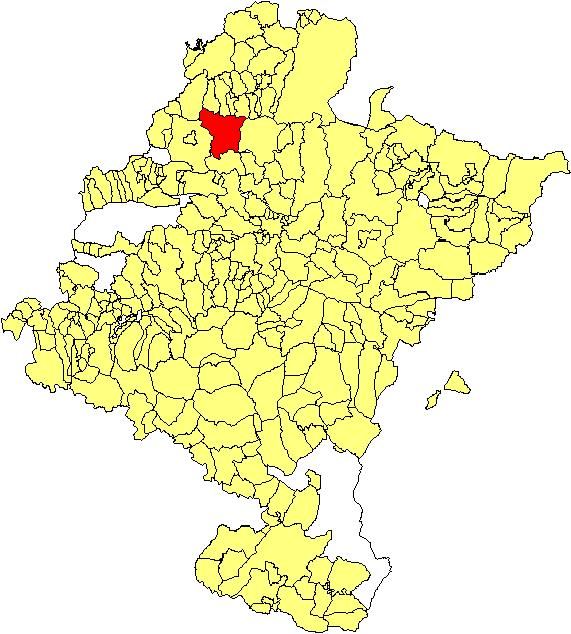
Розташування муніципалітету